# Gàl·lia Aquitània
Aquitània (grec antic: Ἀκυϊτανία, llatí: Aquitania) va ser una província romana creada l'any 27 aC per l'emperador August. La capital era Burdígala (Bordeus). El seu nom era Gàl·lia Aquitània i comprenia l'Aquitània pròpia que tenia com a límit nord el Garona, com a límit sud els Pirineus, a l'oest l'oceà Atlàntic i a l'est també la Garona i la regió de Tolosa. També s'hi van incloure algunes tribus celtes (14) al nord de la Garona fins al Loira (al nord) i l'Alier (a l'est).

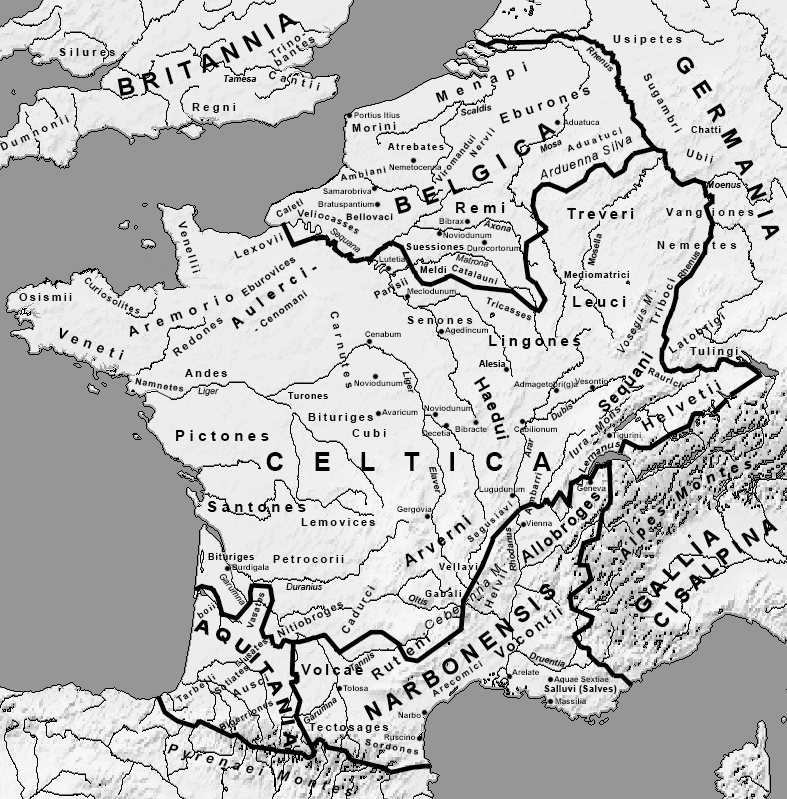
Divisió de la Gàl·lia segons les fonts clàssiques

L'any 56 aC Cèsar va enviar a la regió a Publi Licini Cras. En aquest temps les ciutats aquitanes de Tolosa, Carcaso (Carcassona) i Narbo (Narbona) estaven incloses dins de la província de la Gàl·lia i després a la Gàl·lia Narbonesa el que dona una idea del límit oriental d'Aquitània.
Els aquitans eren diferents als celtes i semblants als ibers (i als vascons), als quals van demanar ajut contra els romans l'any 56 aC. Llavors eren dirigits per un cap de guerra o rei anomenat Adiatuanus, que tenia una guàrdia personal de 600 homes anomenats els Solduris. Publi Licini Cras va guanyar la batalla de Sos als sotiates i va estendr la lluita fins a dominar el país. Cèsar va visitar la regió el 50 aC. La submissió total es va produir l'any 28 aC per obra del procònsol Marc Valeri Messal·la, que va rebre els honors del triomf. Els romans els van deliberadament barrejar amb els celtes per esmorteir la seva marcada personalitat nacional.
Les tribus de l'Aquitània eren: els tarbel·les, els cocosates, els bigerrions, els sibuzates, els ptianis, els convenes, els ausques, els gates, els garunnes, els datis, els sotiates, els osquidats campestres, els sucasses, els tarusates, els vocates o vasates, els elusates o elusis, els aturenses, els bitúriges vivisci i els mèduls. Al nord de la Garona les tribus eren les dels Petròcoris, niciòbroges, cadurcs o cadurques, rutens, gàbals, vel·lavis, arverns, lemovices, sàntons, píctons, bitúriges cubis.
Al segle ii la part sud de la província es va convertir en província de Novempopulània (o Aquitania Tertia), separada de la resta de la Gàl·lia Aquitània. La resta es va dividir en dues províncies: Aquitània Primera o Aquitania Prima (al nord-est, amb capital a Bourges) i Aquitània Segona o Aquitania Secunda (nord-oest, amb capital a Burdígala o Bordeus).
El 297 Dioclecià va dividir la Gàl·lia en 120 ciutats repartides en 17 províncies. La Novempopulània, que era la província autènticament aquitana, tenia 12 ciutats.
Ocupada pels visigots el 412, el rei Walia (415-418) es va fer reconèixer rei de l'Aquitània Secunda per l'emperador Flavi Honori. A la Caiguda de l'Imperi Romà d'Occident tota la regió va passar a formar part del regne dels Visigots amb capital a Tolosa l'any 460. El 507 els francs van derrotar els visigots a Vouillé i van perdre la regió. Els reis merovingis en van encarregar l'administració a ducs.